# Curios obscuricolor
Curios obscuricolor là một loài bọ cánh cứng trong họ Đom đóm (Lampyridae). Loài này được Jeng & Lai miêu tả khoa học năm 1998.